# シールド・ウィズ・ア・キッス
「シールド・ウィズ・ア・キッス」（Sealed with a Kiss）は、ソングライターコンビのピーター・アデルとゲイリー・ゲルドが作詞作曲した楽曲。1962年にブライアン・ハイランド盤が全米3位を記録した。日本ではレターメン盤で知られており、レターメン盤の邦題は「涙のくちづけ」。

## 解説
1960年に4人組ヴォーカル・グループFour Voicesが発売したがヒットせず、1962年にコンビは「涙の紅バラ」でデビューしたばかりのボビー・ヴィントンに録音を依頼したが、次のシングルが決まっていたため却下され、代わりにブライアン・ハイランドが録音することになり、同年全米3位・全英3位を記録した。（1975年にはブライアン盤がイギリスで再ヒットし7位まで上昇した。）
1968年にはゲイリー・ルイス&ザ・プレイボーイズ盤が全米19位、ザ・トイズ盤が全米112位を記録。
1972年にはボビー・ヴィントン盤が全米19位を記録。カナダでは1位を獲得した。
1989年にはジェイソン・ドノヴァン盤が全英1位を記録。
日本では1965年にアメリカで「夏の日の恋」のB面としてリリースされていたレターメンの録音を1969年に「愛するあなたに」とのカップリングでリリースしたところ大ヒットを記録し、グループの日本における評価が高まった。
歌詞の内容は、男子学生が恋人に会えない期間が続く夏休みに手紙で相手の気持ちを繋ぎとめようとするもので、タイトルは封筒にキスで封印をする描写からつけられた。「キッスの刻印」「ハートにキッス」という邦題もある。

## 著名なカヴァー曲
- レターメン（1965年）日本では1969年にヒット。オリコン最高位9位[8]。
- ゲイリー・ルイス&ザ・プレイボーイズ（1968年）
- ザ・トイズ（1968年）
- ボビー・ヴィントン（1972年）
- ジェイソン・ドノヴァン（1989年）